# Sjaak Swart
Jesaia Swart , conhecido por Sjaak Swart (Muiderberg , 3 de julho de 1938), é um ex -jogador de futebol neerlandês. Ele fazia parte do Ajax do início dos anos 1970 que ganhou a Liga dos Campeões em 1971, 1972 e 1973. Seu apelido é Mister Ajax. Sjaak Swart é o cavaleiro nacional da KNVB, nomeado pela Rainha Beatrix e cidadão honorário de Amsterdã. 
Em 22 de janeiro de 2010, Swart (juntamente com Piet Keizer) foi nomeado membro honorário do Ajax. Durante anos, a possível nomeação de Swart como membro honorário do Ajax foi um tema de conversa dentro do clube. Além disso, a regra não escrita tinha de ser alterada para que (ex) jogadores pudessem se tornar um membro honorário.
Durante anos ele foi, junto com Bennie Muller, o rosto do Ajax. Depois de sua carreira no Ajax, Swart continuou a jogar futebol fanaticamente na seleção amadora do Ajax e ainda joga regularmente na equipe de ex-profissionais Lucky Ajax e outras equipes de  ex-jogadores. Ele ainda joga cerca de 30 jogos por ano.

## Carreira como jogador

### Ajax
Swart fez sua estréia na primeira equipe do Ajax em 16 de setembro de 1956, quando tinha apenas dezoito anos. Durante a sua temporada de estreia, o Ajax ganhou a primeira edição da Premier League. Swart chegou a 5 jogos da liga nessa temporada.
Na temporada seguinte, Swart fez seu primeiro gol pelo Ajax, foi no jogo da liga contra o NOAD em 6 de outubro de 1957. Mais de um mês depois, Swart, como o Ajax, fez sua estréia na Liga dos Campeões. Swart fez sua estréia durante a partida fora contra o Wismut da Alemanha. 
Depois de sua estréia em 1956, Swart não conseguiu marcar gol pelo Ajax em casa por cerca de um ano e meio; ele só marcava em jogos fora de casa. Em 1 de janeiro de 1959, ele rompeu com essa tradição marcando na partida o JOS. No gol contra o FC Volendam (9-0), Swart fez o 100º gol do Ajax na temporada de 1959/60. O Ajax marcou mais de 100 golos em uma temporada pela primeira vez.
Swart leveu o Ajax ao seu primeiro título europeu em 1962. Ajax ganhou a Copa Intertoto em 26 de abril de 1962, derrotando o Feyenoord na final por 4-2. Swart testemunhou o surgimento do "Ajax dourado" no final dos anos 60. Apesar do clube ter perdido a Liga dos Campeões em 1969 em uma final contra o AC Milan (1-4), eles venceram em 1971, 1972 e 1973. De acordo com a história, Swart disse que, em 1972, ele decidiu a semifinal contra o Benfica (1-0) com um cabeceio: "Eu só tive que pular".
Swart jogou toda a sua carreira profissional no AFC Ajax. Ele é o jogador do Ajax com o maior número de jogos no time principal. Ele jogou 603 jogos oficiais para o clube de Amsterdã, incluindo 463 jogos na Eredivisie, geralmente com o seu número 8. Com 175 gols, ele é o terceiro na lista de jogadores com mais gols do Ajax, atrás apenas de Johan Cruijff e Piet van Reenen.
Em 19 de maio de 1973, ele jogou sua última partida oficial.

### Países Baixos
Ele fez sua estréia em 26 de junho de 1960, em uma partida contra o México. Ele começou jogando e foi substituido aos 56 minutos. O jogo acabou 3-1 para os mexicanos. 
Em seu terceiro jogo contra o Suriname, ele marcou seu primeiro gol para a seleção neerlandesa, o jogo acabou 4-3 para os neerlandeses.
Sua última partida internacional foi em 1972 contra a Checoslováquia(2-1), depois que ele não era convocado pela seleção por quase 4 anos.
Swart eventualmente jogou 31 partidas na Seleção Neerlandesa de Futebol e marcou dez vezes. O notável é que, apesar de ter ganho tantos prêmios com o Ajax, ele nunca ganhou um prêmio com os Países Baixos ou mesmo jogou um torneio oficial com a seleção.

## Homenagem
Em 24 de setembro de 2005, uma ponte no distrito de Amsterdã, Park de Meer, recebeu o nome de Swart. É uma das doze pontes que têm nome de jogadores do Golden Ajax.

## Biografia
Em 14 de dezembro de 2009, sua biografia, Mister Ajax - A eterna juventude de Sjaak Swart foi publicada por Raymond Bouwman.

## Títulos
- Eredivisie: 1959–60, 1965–66, 1966–67, 1967–68, 1969–70, 1971–72, 1972–73
- KNVB Cup: 1960–61, 1966–67, 1969–70, 1970–71, 1971–72
- Liga dos Campeões: 1970–71, 1971–72, 1972–73
- Copa Intertoto: 1962
- European Supercup: 1972, 1973
- Copa Intercontinental: 1972